# Fünffacher Kindsmord von Wernigerode
Der fünffache Kindsmord von Wernigerode ist ein Kriminalfall, der sich in den 1980er-Jahren in der DDR ereignete.

## Vorgeschichte und Ablauf der Taten
Margitta und Manfred F. aus Wernigerode (damals Bezirk Magdeburg) heirateten im Jahr 1971. Margitta F. brachte insgesamt elf Kinder zur Welt. Von 1971 bis 1983 sechs Kinder, wovon ein Mädchen schon kurz nach der Geburt im Oktober 1978 aufgrund einer Missbildung verstorben war. Zwischen Juli 1984 und Dezember 1988 brachte sie weitere fünf Kinder zur Welt. Es waren vier Jungen und ein Mädchen, die allesamt schon kurz nach der Geburt getötet wurden.
Die Geburten und daraufhin folgenden Morde ereigneten sich im Juli 1984, im Juli 1985, im Juli 1986, im Oktober 1987 und am 16. Dezember 1988 in der Wohnung der Familie, die sich in der zweiten Etage eines Mehrfamilienhauses in Wernigerode befand. Nach jeder Geburt erstickte die Mutter das Neugeborene mit einem Zellstofftaschentuch und packte den Leichnam in eine Truhe. Der Vater nahm daraufhin jedes Mal den Leichnam des jeweiligen Babys mit zu einem Heizhaus und verbrannte es dort im Ofen. Er hatte Zugang, weil er dort einige Jahre lang als Heizer gearbeitet hatte.
Die Mutter arbeitete zeitweise in einem Betrieb in Wernigerode als Reinigungskraft. Dort bemerkte die zuständige Kaderleiterin im Januar 1989, dass Margitta F. nach mehreren Wochen plötzlich keinen Babybauch mehr hatte und schickte sie zum Amtsärztlichen Dienst. Dabei wurde festgestellt, dass sie bereits mehrere Geburten bzw. Fehlgeburten erlitten hatte. Margitta F. behauptete hingegen nur eine Fehlgeburt gehabt zu haben, woraufhin die Kriminalpolizei verständigt wurde. Die Ermittler durchsuchten daraufhin die Wohnung der Familie. Dort wurden zahlreiche Spuren der letzten Geburten (u. a. auf dem Bettlaken im Schlafzimmer) gefunden und gesichert. Gegen das Ehepaar wurde umgehend Haftbefehl erlassen. Erst nach mehreren Wochen in der Untersuchungshaft legten beide, getrennt und unabhängig voneinander, jeweils ein Geständnis ab.

## Öffentliches Interesse
Der Prozess fand über mehrere Wochen hinweg im Frühling/Sommer 1990 statt und rief ein großes, mediales Echo hervor, vor allem in den Neuen Bundesländern.
Da dieser Fall aus vielerlei Hinsicht nicht in das Weltbild des Sozialismus passte, lehnten zunächst mehrere Anwälte und Strafverteidiger das Mandat ab. Auch die späteren Strafverteidiger während des Gerichtsverfahrens distanzierten sich davon. Sie unterstrichen damit die Abscheu über das Geschehen, welches sich in der Öffentlichkeit seit Bekanntwerden des Falles durch die Wende und friedliche Revolution in der DDR breit gemacht hatte.
Im Jahr 2018 wurde der Fall im Buch Serienmörder der DDR von Hans Thiers veröffentlicht.
Der Fall wird auch in Folge 4 der Dokumentationsserie Mysteriöse Kriminalfälle der DDR des ZDF (Erstsendung: 20. August 2019) aufgegriffen.

## Verurteilung
Margitta und Manfred F. wurden am 18. Juni 1990 vom Bezirksgericht Magdeburg wegen gemeinschaftlich begangenen Mordes in fünf Fällen und Anstiftung zum Mord zu jeweils 15 Jahren Haft verurteilt. Das Urteil erfolgte nach DDR-Strafrecht.